# Cryptaspasma kigomana
Cryptaspasma kigomana is een vlinder uit de familie bladrollers (Tortricidae). De wetenschappelijke naam voor deze soort is voor het eerst geldig gepubliceerd in 2005 door Aarvik.
De soort komt voor in tropisch Afrika.